# Lipowiec Mały
Lipowiec Mały (deutsch Klein Lipowitz, 1933 bis 1945 Klein Lindenort) ist ein kleiner Ort in der polnischen Woiwodschaft Ermland-Masuren und gehört zur Gmina Szczytno (Landgemeinde Ortelsburg) im Powiat Szczycieński (Kreis Ortelsburg).
Lipowiec Mały liegt in der südlichen Mitte der Woiwodschaft Ermland-Masuren, 17 Kilometer südöstlich der Kreisstadt Szczytno (deutsch Ortelsburg).
Klein Lipowitz wurde 1879 gegründet, als in der Gemarkung Lipowitz die ersten Ausbauhöfe entstanden. Der kleine Ort, bestehend aus mehreren Höfen und Gehöften, war bis 1945 ein Wohnplatz in der Gemeinde Lipowitz (1933 bis 1945 Lindenort) im ostpreußischen Kreis Ortelsburg. Analog zur Umbenennung der Muttergemeinde erhielt Klein Lipowitz am 31. Mai 1933 die neue und politisch-ideologisch angepasste Ortsbezeichnung „Klein Lindenort“.
In Kriegsfolge kam der Ort 1945 mit dem gesamten südlichen Ostpreußen zu Polen und bekam die polnische Namensform „Lipowiec Mały“. Heute ist der Ort „część wsi Lipowiec“ (= „ein Teil des Dorfes Lipowiec“) innerhalb der Landgemeinde Szczytno (Ortelsburg) im Powiat Szczycieński (Kreis Ortelsburg), bis 1998 der Woiwodschaft Olsztyn, seither der Woiwodschaft Ermland-Masuren zugehörig.
Kirchlich war Klein Lipowitz/Klein Lindenort vor 1945 sowohl katholischer- wie auch evangelischerseits nach Lipowitz (1933 bis 1945 Lindenort) eingepfarrt. Auch heute noch ist die zuständige katholische Pfarrkirche die in Lipowiec, das jetzt im Erzbistum Ermland liegt. Für die evangelischen Einwohner jetzt ist die Kirche in Szcztyno zuständig, die der Diözese Masuren der Evangelisch-Augsburgischen Kirche in Polen zugeordnet ist.
Lipowiec Mały ist über eine Nebenstraße von Lipowiec aus zu erreichen. Eine Anbindung an den Bahnverkehr besteht nicht.